# Simon Delestre
Simon Delestre, född 21 juni 1981 i Metz, är en fransk ryttare.
Delestre tog individuellt brons i hästhoppning vid europamästerskapen 2015. Han ingick i det franska laget som tog brons vid OS 2024. I finalhoppningen hade han inga nedslag, men fick tre tidsfel.